# Akabira

Akabira (赤平市 Akabira-shi?) este un municipiu din Japonia, prefectura Hokkaido.

## Legături externe
Materiale media legate de municipiul Akabira la Wikimedia Commons
1. ↑   (PDF), Geospatial Information Authority of Japan[*], p. 7 https://www.gsi.go.jp/KOKUJYOHO/MENCHO/backnumber/GSI-menseki20210101.pdf Lipsește sau este vid: |title= (ajutor)